# Кашина, Юлия Николаевна
Ю́лия Никола́евна Ка́шина (род. 26 февраля 1987) — российская легкоатлетка, специалистка по бегу на короткие дистанции. Выступала за сборную России по лёгкой атлетике в 2005—2013 годах, призёрка командного чемпионата Европы, победительница и призёрка первенств всероссийского значения. Представляла Красноярский край и Вологодскую область. Мастер спорта России международного класса.

## Биография
Юлия Кашина родилась 26 февраля 1987 года. Занималась лёгкой атлетикой в городе Зеленогорске Красноярского края.
Впервые заявила о себе на международном уровне в сезоне 2005 года, когда вошла в состав российской национальной сборной и выступила на юниорском европейском первенстве в Каунасе, где выиграла серебряную медаль в программе эстафеты 4 × 100 метров.
В 2006 году на юниорском мировом первенстве в Пекине стала седьмой в той же дисциплине.
На чемпионате России 2010 года в Саранске в беге на 100 метров финишировала четвёртой.
В 2011 году выиграла 100 метров на командном чемпионате России в Сочи. Будучи студенткой, представляла Россию на Универсиаде в Шэньчжэне — в индивидуальном беге на 100 метров остановилась на стадии полуфиналов, тогда как в эстафете 4 × 100 метров заняла в финале шестое место.
В 2013 году на зимнем чемпионате России в Москве выиграла серебряную медаль в беге на 60 метров. На командном чемпионате Европы в Гейтсхеде стала третьей в эстафете 4 × 100 метров. На домашней Универсиаде в Казани дошла до полуфинала в дисциплине 100 метров и заняла четвёртое место в эстафете 4 × 100 метров.
Завершила спортивную карьеру по окончании сезона 2014 года.
За выдающиеся спортивные достижения удостоена почётного звания «Мастер спорта России международного класса».